# Monowi
Monowi est un village situé dans le comté de Boyd dans l'État du Nebraska aux États-Unis. Selon le recensement de 2010, le village ne compte qu'un habitant, Elsie Eiler, fait unique dans le pays. Âgée de 87 ans en mai 2020, elle était toujours active.

## Histoire

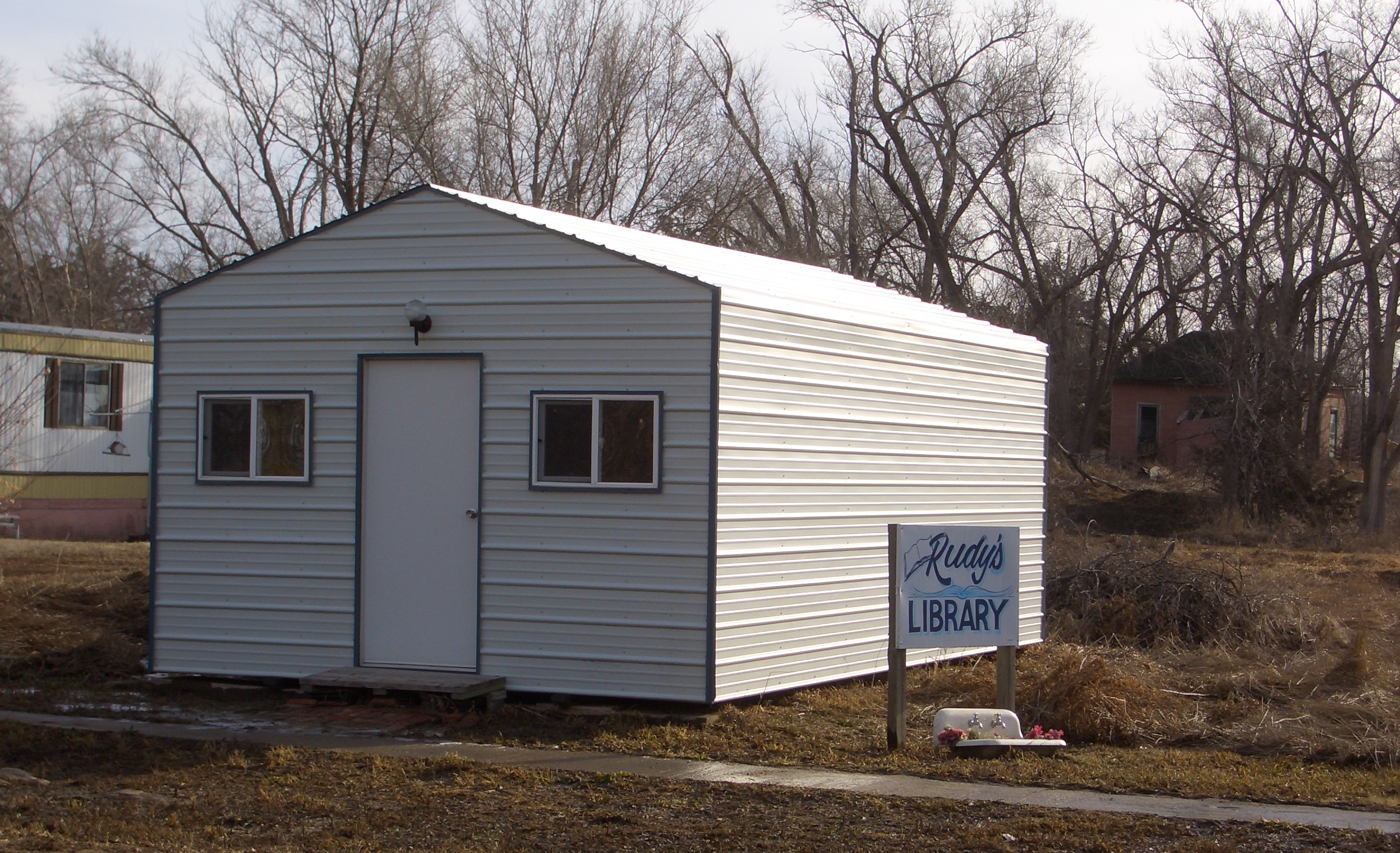
Bibliothèque de Rudy.

Le pic de population de 150 habitants est atteint dans les années 1930. Comme beaucoup d'autres petites communautés des Grandes Plaines, la ville a perdu beaucoup de ses jeunes habitants à cause de l'attrait des grandes villes qui offrent de meilleurs emplois et une meilleure situation de vie. Lors du recensement de 2000, le village avait une population de deux habitants ; un couple de mariés, Rudy et Elsie Eiler. M. Eiler meurt en 2004, laissant sa femme l'unique résidente de Monowi. Elle devient donc maire du village, s'octroie un permis de vente d'alcool et paye des taxes à elle-même. Elle doit chaque année fournir une cartographie des 4 routes qui composent la ville pour pouvoir bénéficier des financements de l'État du Nebraska pour l'éclairage public.
Bien que le village soit quasiment à l'abandon, il existe une bibliothèque de près de 5 000 volumes construite par Rudy Eiler et maintenant tenue par sa femme. De plus, Mme Eiler est tenancière d'un bar à Monowi (Monowi Tavern) et sert régulièrement des clients qui viennent parfois de 130 kilomètres à la ronde.

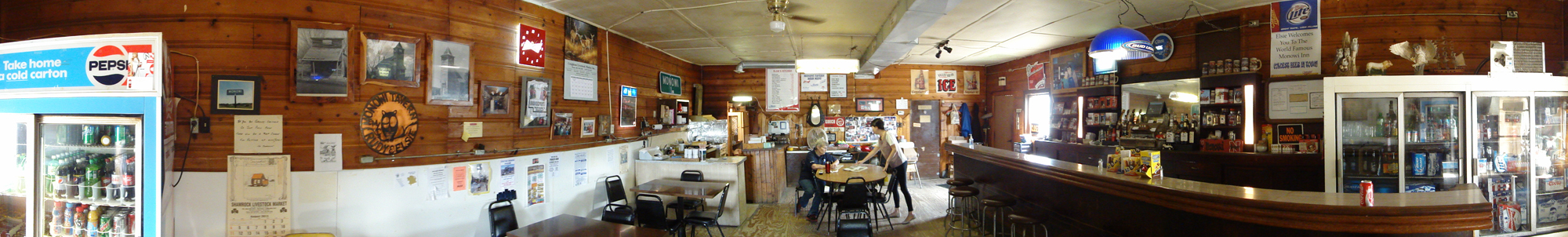
Panorama de la Monowi Tavern.

## Géographie
Selon le Bureau du recensement des États-Unis, le village a une surface totale de 0,21 milles carrés (0,54 km2). Le village est situé dans la portion est du comté de Boyd, dans le nord-est du Nebraska. Monowi se trouve entre la rivière Niobrara et la rivière Missouri. La ville la plus proche est Lynch, à environ 6,92 milles (11 km),. Le village se situe approximativement à 193,97 milles (312 km) de Omaha, la plus grande ville de l'État,.

## Démographie
Données de recensement datant de 2010 :
- Population totale : 1.
- Une propriétaire, vivant seule, taille du ménage : 1.00.
- Des trois logements de Monowi, seul un est occupé.